# 德里克·亨利·莱默
德里克·亨利·莱默（英語：Derrick Henry Lehmer，1905年2月23日—1991年5月22日），美國數學家，專長為數論；他（以及他的數學家父親D·N·萊默、他的數學家妻子艾瑪·萊默）是計算數論的先鋒之一——較早意識到電腦對數論研究可達成的影響。

## 學術生涯

### 早年
在正式開始談「小萊默」的學術生涯前，得先提及其父德里克·诺曼·萊默（下稱老萊默）。老萊默自1900年在加州大學柏克萊分校任教數學（最初職銜是 instructor ，1918年升至教授）。在老萊默活躍研究的年代，電腦並不普及，老萊默喜歡發明機器去協助他在質數方面的研究。「小萊默」9歲時，老萊默發表了《由1至10006721的質數列表》（英語：List of prime numbers from 1 to 10006721 in 1914）。
「小萊默」有兩個姐姐、一弟和一妹。
在父親影響之下，「小萊默」早年就建立了對數學的興趣。

### 學校至麦卡锡主义年代
高中畢業後萊默進入了加州大學柏克萊分校攻讀物理，此段期間他為老萊默以單車鏈、鏈輪、手柄和摩打為主要元件，設計了個質數/質因數分解篩。
在柏克萊時，他認識了俄裔工程系學生艾瑪。艾瑪由工程轉為攻讀數學，同時協助萊默和老萊默設計機器——那些可以處理當時是針對數論未解決問題的「天文數字」或繁瑣運算的研究的機器。1928年，艾瑪在柏克萊數學系畢業，同年與萊默結婚。
萊默本科畢後，到芝加哥大學師從伦纳德·尤金·迪克森。萊默不喜歡跟隨迪克森研究，恰巧萊默獲羅德島州的布朗大學一個教職位，萊默和妻子便到了布朗大學。一邊教學一邊研究的萊默在布朗大學取得碩士資格和博士資格（1930年）。時值大蕭條，萊默求職不順，雖然他得到國家研究基金（National Research Fellowship），但他每年都不得不轉換一次研究環境——先是加州理工學院，後來在史丹福大學、普林斯頓高等研究院——直至他獲得賓夕法尼亞州理海大學的聘書。
1940年萊默夫婦一直在理海大學——除了在1938、1939年他們在英國劍橋大學和曼徹斯特大學與哈代、埃尔德什和李特爾伍德 等當時一流的數學分析或數論學家交流。
戰爭時期，萊默亦有為保護國家而工作。他的部門有機會使用ENIAC。於是，白天ENIAC忙於計算導彈航道、路徑，晚上萊默就忙於用ENIAC來進行他以往靠鏈輪製品的研究：計算數論的研究。
戰爭過後，萊默回到柏克萊工作。
1950年，麦卡锡主義帶來的白色恐怖氣氛籠罩美國，大學部門要求萊默簽署忠誠宣誓書。也許是重視學術自由，也許是重視思想自由，萊默拒簽，不獲大學續約。

### 成熟期
被柏克萊解僱後，萊默落腳加利福尼亚大学洛杉矶分校（UCLA），領導該校其中一個數值分析團隊；當時UCLA數學系有一台電腦，代號「SWAC」，萊默的計算數論研究得以繼續。宣誓書被美國法院裁定違憲後，萊默回到柏克萊。
1943年他成為MTAC（後改稱《計算數學》（Mathematics of Computation），縮寫MCOM）的首批編輯。
1981年萊默的論文選集出版。
萊默夫婦有一子一女。
萊默在計算數論上的見解可見於1974年的 〈電腦運算對數論研究的影響〉（The influnce of computing on research in number theory），刊於《電腦運算對數學研究和教育的影響》（The Influence of Computing on Mathematical Research and Education）。（全文可在此閱讀，第12頁起。）